# 납속책
납속책(納粟策)은 조선 초기 이후부터 군량(軍糧) 등 재정 궁핍과 구호 대책을 보호하기 위하여 행하였던 재정 정책의 하나이다. 납속수직(納粟受職)이라고도 한다.

## 조선 전기
납속책은 미(米) 혹은 전미를 헌납하면 죄인을 풀어주거나 신분을 상승시켜주는 등, 그에 적합한 상을 주는 것으로, 1469년(예종 1) 황해도와 강원도의 절도사가 한명회에게 납속환염(納粟換鹽)을 청한 일이 있었으며, 1480년(성종 11) 서거정은 한제(漢制)에 따라 납속보관(納粟補官)을 건의하였고, 1481년(성종 12) 경기관찰사 손순효(孫舜孝)도 건의하였다. 1485년(성종 16)에 비로소 경기·충청·전라·경상·강원·영안도 감사에 납속 시행을 명했다.
1553년(명종 8) 경상도 기민(飢民) 구제를 위하여 삼남 지방의 납속자를 모집하였는데, 사족이 납속하면 관직을 주고, 공사천(公私賤) 및 제색군사(諸色軍士)는 납속량(納粟量)에 따라 각각 가능한 청을 들어주었고, 장도(臟盜) 및 강상(綱常)에 관련된 자를 제외한 유배 이하의 죄인은 죄를 면해 주었다.

## 임진왜란 이후
선조 때에는 임진왜란으로 재정이 탕진되었기 때문에 납속의 필요성이 절실하게 되었다. 1593년(선조 26)에는 호조의 건의로 납속사목을 결정하였는데, 다음과 같다.
- 향리는 3섬(石)의 납속으로 3년 면역(免役), 15년간 매년 1섬씩 15섬의 납속이면 기신면역(己身免役)[1]하고, 30섬이면 참하영직(參下影職)[2]을 주며, 40섬이면 참하영직을 주고, 그의 아들의 신역을 면제한다. 45섬이면 상당한 군직(軍職)을 주고, 80섬이면 동반의 실직(實職)을 준다.
- 사족은 3섬이면 참하영직, 8섬이면 6품 영직(影職), 20섬이면 동반 9품, 25섬이면 동반 8품, 30섬이면 동반 7품, 70섬이면 동반 종3품, 100섬이면 동반 정3품, 현직자는 매10섬이면 승품(陞品), 자궁자(資窮者)[3]는 30섬이면 당상(堂上)에 승진되었다.
- 서얼은 5섬이면 겸사복(兼司僕)·우림위(羽林衛) 군직 6품, 15섬이면 기신의 허통(許通), 20섬이면 모든 자녀의 허통, 30섬이면 참하영직, 40섬이면 6품 영직, 50섬이면 5품 영직, 60섬이면 동반 9품, 80섬이면 동반 8품, 90섬이면 동반 7품, 100섬이면 동반 6품을 주도록 규정되었다.

1594년 사목 중 사족 및 죄 지은 사실이 없는 무고한 평민만 60세 이전부터 매년 1섬씩 납속하면 80세까지 생존을 예상하고 당상에 승진시켜 납속의 모집 범위를 확장시켰고, 1595년 사목을 개정하였다.

## 폐단
납속책으로써 부족한 재정을 메우려는 데서 많은 모순이 생겼으니, 그 예로는 납속으로 직을 얻었던 군기주부 김윤창(金允昌) 그리고 납속 책임자인 경상우수사 유형(柳珩) 등이 1600년(선조 33)에 파직된 것이다. 죄인들의 형면(形免)은 사회의 많은 물의를 일으켰으므로 1583년(선조 16) 강섬(姜暹)은 북도(北道)의 죄인이 납속으로 면죄되는 폐를 지적하였다.

## 같이 보기
- 공명첩
- 수봉
- 정약용
- 족보